# Flor azul
La Flor azul (alemán: Die Blaue Blume Centaurea cyanus) es un símbolo central del romanticismo. Representa el anhelo y el amor.
Plantas que florecen en Europa central producen flores azules, como el aciano y la achicoria común son consideradas como la realmente existente "Flor azul". Como símbolo de lo inalcanzable se usa en particular la rosa azul, que hasta el día de hoy no ha podido ser creada.

## Origen del símbolo
El poeta alemán Novalis, inspirado por una pintura de su amigo Friedrich Schwedenstein, fue el primero en usar este símbolo en su novela Heinrich von Ofterdingen. Después de un encuentro con un extraño, el joven Heinrich, homónimo de la novela, sueña que camina por un paraje extraño y entra en una cueva que contiene una brillante flor azul, rodeada de cientos de flores de diversos colores. Heinrich solo tiene ojos para la flor azul, la cual él contempla lleno de ternura.
En la flor azul no solamente se unen la naturaleza, el hombre y el espíritu humano; simboliza además el afán por el conocimiento de la naturaleza y consecuentemente, de uno mismo.

## Uso del símbolo

### Otros escritores
Joseph von Eichendorff escribió un poema sobre "La flor azul". Adelbert von Chamisso dijo haber encontrado "la flor azul del Romanticismo" en las montañas del Harz, en el centro de Alemania. Heinrich Zschokke la utilizó como símbolo del anhelo y el amor en la novela Der Freihof von Aarau. Goethe buscó en Italia la Urpflanze o "planta original" que, según varias interpretaciones se refiere a la "Flor azul". Hertha Vogel-Voll utiliza la "Flor azul" en su cuento Die Silberne Brücke ("El puente de plata") como el elemento que le da su poder mágico a los cuentos de hadas.
La escritora inglesa Penelope Fitzgerald escribió una novela histórica titulada 'The Blue Flower ("La flor azul") basada en la vida de Novalis. En la novela A Small Town in Germany ("Una pequeña ciudad en Alemania") de John le Carré uno de los personajes dice: "Yo me consideraba un romántico, siempre buscando la flor azul..." En la novela A Skanner Darkly (Una mirada a la oscuridad) de Philip K. Dick, la droga ficticia "substancia D" deriva de una planta con flores azules.
La serie de manga de Takako Shimura Aoi Hana (traducido como "Dulces flores azules") trata de un afecto romántico idealizado entre jóvenes escolares. En el anime Blood+, una flor azul es el símbolo de la malvada Diva.

### Pintura
El paisajista Fritz von Wille (1860–1941) pintó en 1906/1907 un cuadro llamado Die Blaue Blume ("La flor azul") que contiene una gran cantidad de flores azules y blancas. El cuadro fue adquirido por el Kaiser Guillermo II y hasta el día de hoy este cuadro está cercanamente ligado a la fama de von Wille en Alemania.

### MovimientoWandervogel
En 1960 Werner Helwig publicó una historia del peripatético movimiento juvenil Wandervogel titulado Die Blaue Blume des Wandervogels ("La flor azul del Wandervogel"). Dentro del movimiento varias canciones utilizan la "Flor azul" como símbolo.

### Movimiento estudiantil de los años 60'
Una de las consignas de movimiento estudiantil alemán de 1968 era Schlagt die Germanistik tot, färbt die blaue Blume rot! ("Muerte a la Germanística, colorea la Flor azul de rojo"). Los autores aparentemente consideraban la Germanística como una disciplina romántica del pasado que no estaba de acorde con los tiempos y que tenía que ser actualizada con los ideales prácticos de la izquierda revolucionaria de la época.